# Урси, Коррадо
Коррадо Урси (итал. Corrado Ursi; 27 июля 1908, Андрия, королевство Италия — 29 августа 2003, Неаполь, Италия) — итальянский кардинал. Епископ Нардо с 29 июля 1951 по 30 ноября 1961. Архиепископ Ачеренцы с 30 ноября 1961 по 23 мая 1966. Архиепископ Неаполя с 23 мая 1966 по 9 мая 1987. Кардинал-священник с 26 июня 1967, с титулом церкви Сан-Каллисто с 29 июня 1967.

## Источник
- Информация  (англ.)